# Kanpur
Kanpur (äldre stavningar Cawnpur, Cawnpore eller Khanpur) är den näst största staden i den indiska delstaten Uttar Pradesh, och är den administrativa huvudorten för distriktet Kanpur Nagar. Den är belägen vid floden Ganges och hade 2 765 348 invånare vid folkräkningen 2011. Storstadsområdet hade vid samma tidpunkt 2 920 496 invånare, och inkluderar Kanpurs garnisonsstad och några andra mindre förorter.
Kanpur är numera en viktig industristad, med produktion av bland annat kemikalier och textilier. Vid Sepoyupproret 1857 var staden ett viktigt centrum för rebellerna. Vid en massaker dödades 900 européer, varav omkr 600 kvinnor och barn.
Den brittiske militären Frederick Sleigh Roberts föddes i staden, medan den brittiske militären sir Henry Havelock avled här.